# Fonowie

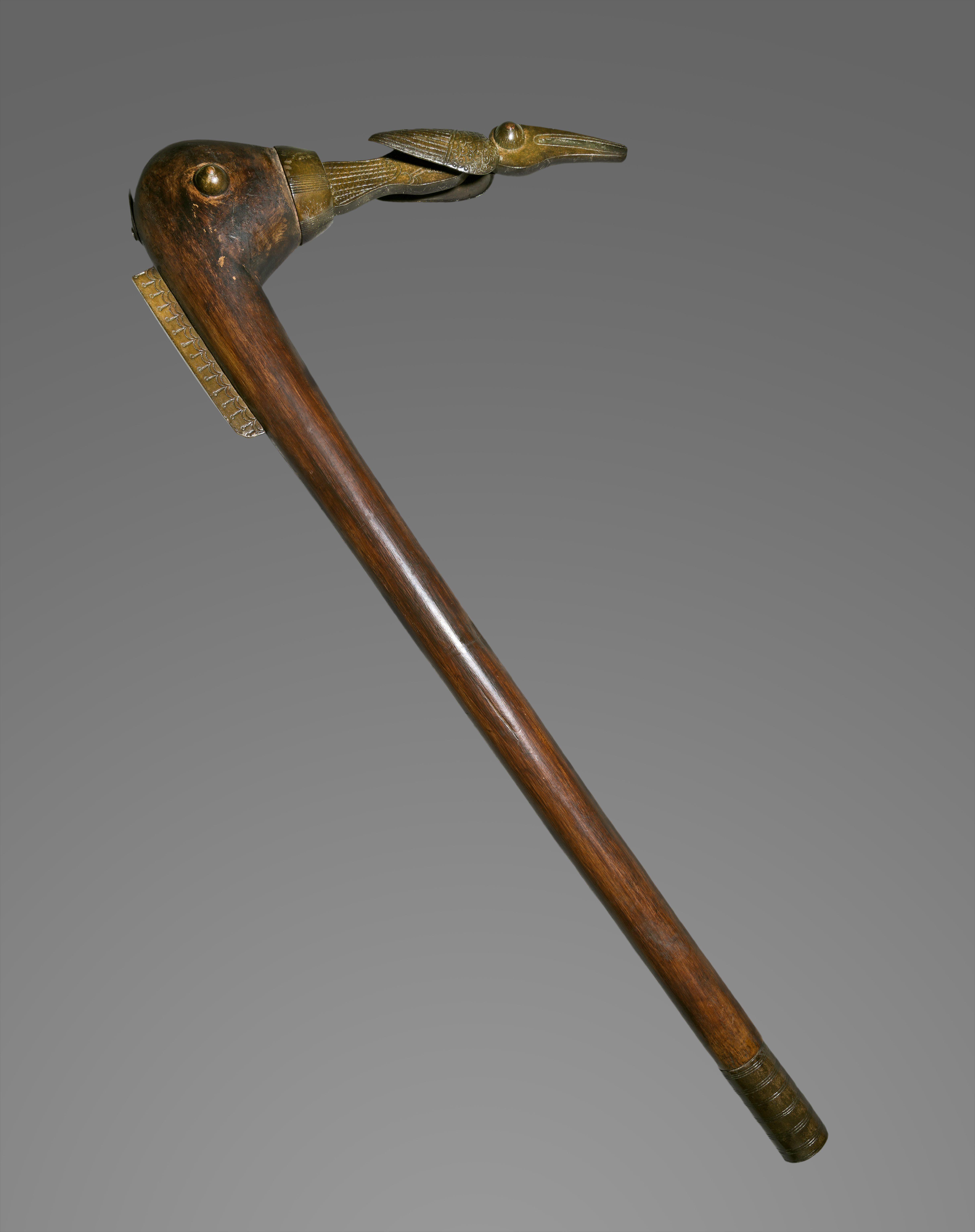
Recade fon

Fonowie (Fon) – grupa etniczna w Afryce Zachodniej, w południowym Beninie i południowo-wschodnim Togo, w 1993 roku jej liczebność wynosiła  ok. 1,4 mln osób. W czasach przedkolonizacyjnych Fonowie stworzyli państwo Dahomej, które przetrwało aż do podboju przez Francuzów w 1892 roku.

## Wierzenia
W tradycyjnych wierzeniach Fonów dominuje kult przodków.

## Ustrój społeczny
Struktura społeczna opiera się na rodach patrylinearnych, praktykowane jest wielożeństwo i sororat. Podstawą utrzymania jest kopieniacza uprawa kukurydzy, jamsu, manioku oraz uprawa palmy oleistej w celach eksportowych. Fonowie posiadają także bogate tradycje rzemieślnicze (kowalstwo, tkactwo, garncarstwo). Posługują się językiem fon należącym do grupy językowej kwa (manfu) rodziny nigero-kongijskiej, występującym w funkcji wehikularnej w Beninie.